# 충남선 (1966년)
충남선(忠南線)은 충청남도의 논산시에서 부여군을 거쳐 서천군을 연결하기 위하여 제3공화국 시기에 착공되었으나 완성되지 못한 철도이다. 일제 강점기 당시 사설철도로 운영되던 충남선(現 장항선)과는 별개의 노선이다.

## 노선 정보
철도청의 신문 광고 내용을 기반으로 작성.
- 노선 거리 : 24.0km
- 궤간 : 1435mm(표준궤)
- 역 수 : 4
- 노선 등급 : 3급선[깨진 링크(과거 내용 찾기)]

## 역사
1965년 철도건설7개년계획에 ‘부여선’이라는 이름으로 포함된 것이 시초로, 이후 1960년대 2차 경제개발 5개년 계획에도 포함된 노선이다. 건설의 목적은 비인공단의 공업품 수송 및 부여지구의 관광 개발로, 노선은 논산역에서 분기하여 부여를 경유한 뒤 서천역에 접속하여, 서천역에서 다시 비인선과 연결할 계획이었다. 계획에 따르면 논산에서 서천까지의 총 연장은 64.0km이지만, 1차 구간으로 논산~부여간 24.0km를 착공한 것이다.
충남선은 1966년 11월 20일에 기공식을 거행하였다. 그러나, 1967년 시점에서 2.6%의 공정률을 보이는 등 건설이 지지부진하였으며, 이후에도 차관 도입도 차질을 빚으면서 다른 철도 건설 사업에 재원이 우선 투입되어 1968년 경 건설이 포기되었다. 실제로 충남선은 김종필과 양순직 의원이 정치적인 이해에 의해서 추진한 노선이기도 하였다.
- 1966년 11월 21일 : 기공식 실시
- 1968년 일자 불명 : 공사 포기

## 역 목록
| 역명       | 접속 노선 |
| ---------- | --------- |
| 논산(論山) | 호남선    |
| 정지(定止) |           |
| 석성(石城) |           |
| 능산(陵山) |           |
| 부여(扶餘) |           |

## 같이 보기
- 비인선

## 참고 문헌
1. ↑  매일경제, 제1면. 1966년 11월 23일자. 광고내용.
2. ↑  18개철도를부설, 《동아일보》, 1965.06.01.
3. ↑  《교통백서》. 교통부, 1967.
4. ↑  동아일보, 제3면. 1966년 11월 21일자.
5. ↑  김삼선등공사중단위기, 《경향신문》, 1967.09.23.
6. ↑  70년까지 대전—이리간복선화계획, 《매일경제》, 1968.11.28.
7. ↑  백구선과 김양선까지등장, 《동아일보》, 1966.12.09.